# Mike Stern
Mike Stern (eredetileg Mike Sedgwick) (Boston, Massachusetts, 1953. január 10. –) amerikai dzsesszgitáros.

## Életpályája

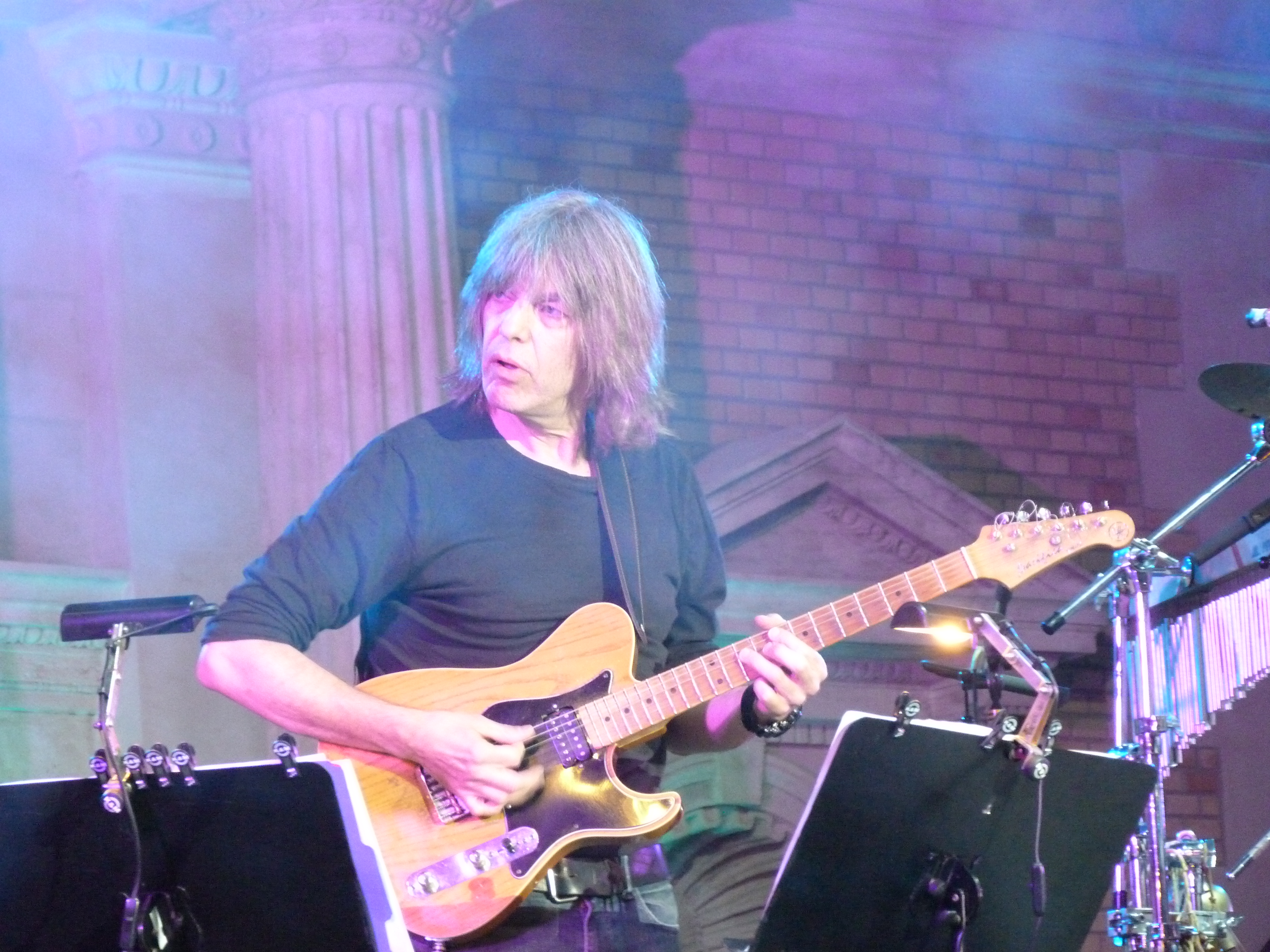
Mike Stern - Várkert Bazár, 2015

Miután néhány éven át a Blood, Sweat & Tears együttessel játszott, Billy Cobhammel közösen lépett fel és ezt követően  Miles Davis együttesének tagja lett 1981 és 1983, majd 1985-ben is. Azóta szólókarrierje során egy tucatnál is több lemezt adott ki. 1993-ban elnyerte a Guitar Player díját (Best Jazz Guitarist of 1993). 2009-ben szerepelt a Down Beat listáján a 75 legjobb dzsesszgitáros között.
Pályafutása során olyan kiváló zenészekkel játszott együtt, mint Miles Davis, Stan Getz, Jaco Pastorius, Joe Henderson, Jim Hall, Pat Martino, Tom Harrell, Arturo Sandoval, Tiger Okoshi, Michael Brecker, Bob Berg, David Sanborn, Steps Ahead, a  Brecker Brothers és Didier Lockwood.

## Hangszerei, erősítői, effektjei

### Gitárok
- Eredeti gitárja egy Fender Telecaster volt, amelynek korábbi tulajdonosai Roy Buchanan és Danny Gatton voltak. A gitárt fegyveresen elrabolták tőle Bostonban. Ez a gitár képezi a bázisát annak a hangszernek, amelyet a bostoni Michael Aronson készített számára. A  jelenleg használt Yamaha PA511MS modellnek (Mike Stern signature model) viszont az Aronson-féle gitár képezi az alapját-. Stern Fender gyártmányú, nikkellel bevont húrokat (.011 - .038) használ.

### Erősítői
Stern Yamaha G-100 típusú erősítőt használ.

### Effektjei
Stern könnyen felismerhető kórusos hangzását részben a sztereó erősítésű Yamaha SPX-90-nek köszönheti. Két,  Boss gyártmányú  DD-3 digitális visszhangot használ. Torzító pedálja Boss DS-1 gyártmányú.

## Diszkográfiája együttesvezetőként

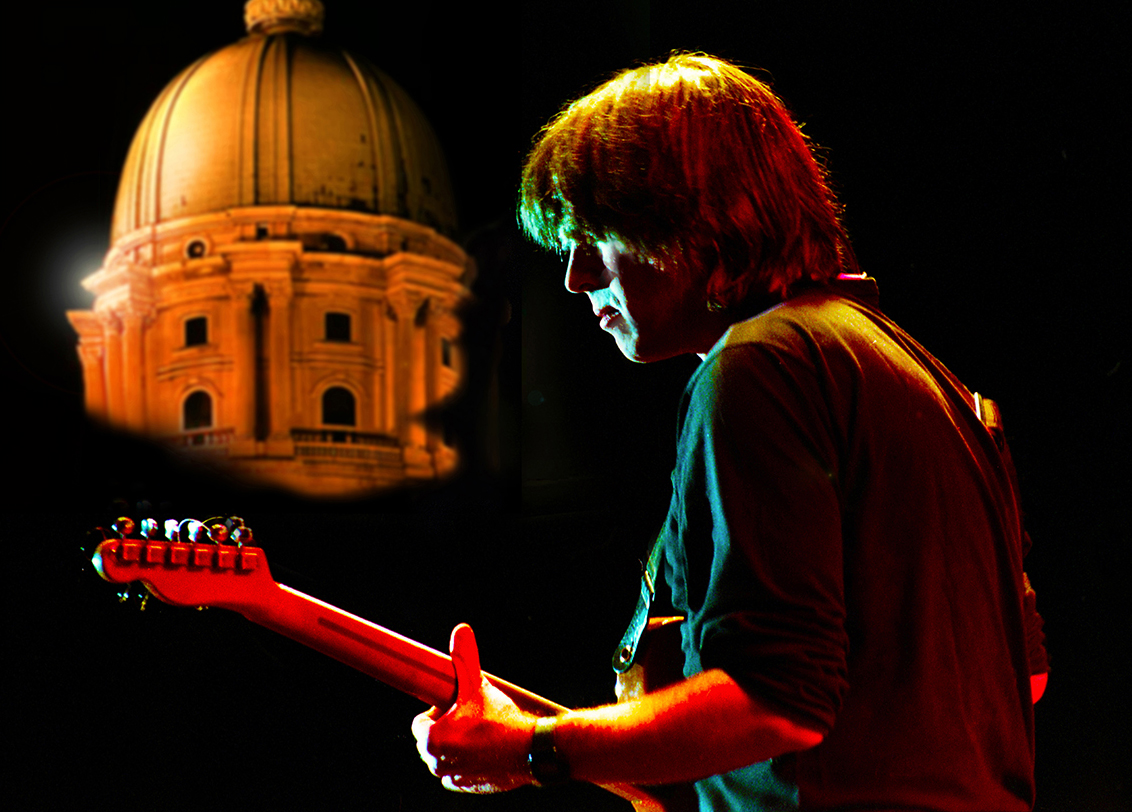
Vértes György felvétele

- Neesh (1983)
- Upside Downside (1986)
- Time in Place (1988)
- Jigsaw (1989)
- Odds or Evens (1991)
- Standards and Other Songs (1992)
- Is What It Is (1994)
- Between the Lines (1996)
- Give and Take (1997)
- Play (1999)
- Voices (2001)
- These Times (2004)
- Who Let the Cats Out? (2006)
- Big Neighborhood (2009)